# Ladestecker
Ladestecker und Ladebuchse sind eine Untergruppe der Steckverbinder zum Anschluss von mobilen Geräten, um deren Akkumulator elektrisch zu aufladen. In vielen Fällen werden neben den Kontakten für Ladestrom auch Signalkontakte angeschlossen.

## Mobiltelefon

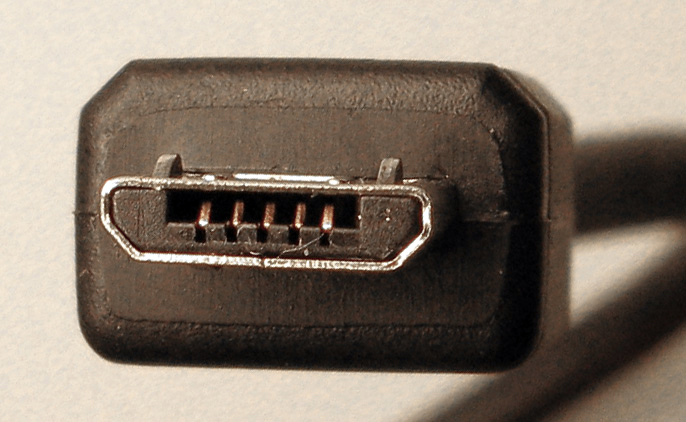
Micro-B USB-Stecker

Micro-B Steckdose / Ladebuchse

Im Bereich der Geräte mit geringem Platzangebot (z. B. digitale Kameras, Mobiltelefone, MP3-Player und andere mobile Geräte) wurden herstellerspezifische Steckkontakte weitgehende durch Anschlüsse auf der Basis von USB (Universal Serial Bus) abgelöst. Der USB-2.0-Standard fordert dabei eine gelieferte Spannung zwischen 4,4 und 5,25 Volt. Der erlaubte Strombedarf der Endgeräte wurde in USB 2.0 mit 5 Stufen zu je 100 mA festgelegt; bei maximalem Stromabruf sind bis zu 0,5 Ampere für ein Endgerät möglich. Für die Spezifikation von USB 3.0 wurde dies auf 6 Stufen zu je 150 mA erweitert; der maximale Stromabruf liegt dann bei 0,9 Ampere.
Darüber hinaus gibt es die Erweiterung der „Battery Charging Specification“. Für USB-A-2.0-Ladestecker wurde der Ladestrom auf typisch 1500 mA gesetzt, der bis zu Full-Speed-USB-Signalen genutzt werden kann (bei High-Speed maximal 900 mA). Für dedizierte Ladestecker im USB-Steckerformat ohne USB-Signalisierung können bis zu 1,8 Ampere bei 5,25 Volt bereitgestellt werden.
Die Standardisierung auf Ladestecker im USB-Steckerformat wurde durch den Beschluss Chinas befördert. Seit dem 14. Juni 2007 wurde gefordert, dass alle Mobiltelefone mit USB-Stecker diesen zum Laden der Geräte benutzen können. Im September 2007 einigten sich die Mitglieder der Open Mobile Terminal Platform (darunter Nokia, Samsung, Motorola, Sony Ericsson, LG) auf Micro-USB als einheitlichem Standard für zukünftige Steckverbinder.
Am 17. Februar 2009 wurde auf dem GSMA Mobile World Congress in Barcelona der fertige Standard vorgestellt und angegeben, dass 17 Hersteller von Mobilfunkgeräten sich darauf geeinigt haben, ab 2012 nur noch diese auf Micro-USB basierenden Steckverbinder anzubieten. Die vorgestellte Spezifikation erweitert nicht nur die USB-Signalisierung (OMTP-Protokoll), sondern stellt auch eine Ladespezifikation zur Verfügung, benannt als „Universal Charging Solution“. Der UCS-Ladestandard wurde anschließend ohne Änderung von der CTIA und ITU übernommen. Noch im Juni 2009 erreichte die EU-Kommission eine Vereinbarung mit 10 Herstellern (Apple, LG, Motorola, NEC, Nokia, Qualcomm, Research In Motion, Samsung, Sony Ericsson, Texas Instruments), dass ab 2010 auf dem europäischen Markt nur noch Mobiltelefone verkauft werden, die mit UCS-Ladesteckern kompatibel sind. Im UCS wird ein Ladestrom von maximal 850 mA bei 4,75 bis 5,25 Volt spezifiziert.
Außerdem gibt es immer mehr öffentliche Ladestecker wie zum Beispiel an Flughäfen oder in Fernzügen. Dabei ist folgendes zu beachten:
- Falsche Spannung: Gerät kann aufgrund einer falschen Spannung, durch einen defekten Stecker, beschädigt werden.
- Datenübertragung: Durch manipulierte USB-Stecker kann eine Schadsoftware übertragen werden, da Daten über den Anschluss übermittelt werden (Smartphone).

## Elektrofahrzeuge

### Öffentliche Ladestationen
Für europäische Elektrofahrzeuge ist der Steckertyp Typ-2-Stecker standardisiert. Die 2016 erlassene Ladesäulenverordnung schreibt vor, dass neu errichtete öffentlich zugängliche Ladestationen, die Wechselstrom abgeben, mit einem Stecker oder einer Kupplung nach IEC Typ 2 ausgestattet werden müssen. Sofern sie Gleichstrom abgeben, muss ein Anschluss mit Combo-2-Kupplung installiert werden.

### Allgemein verbreitete Stecker, auch als Ladestecker für Elektrofahrzeuge

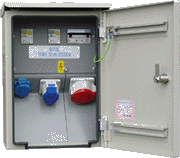
„Stromtankstelle“ ohne Typ-2-Anschluss:
Einphasig, 230V: Schukosteckdose (blau, klein)
Caravanstecker (blau 16 A)
Dreiphasig, 400V: Drehstromsteckdose (rot 32 A)

Bezogen auf Einphasen-Wechselstrom mit 230/240 Volt können (teilweise über Adapter oder ICCB-Kabel) derzeit (Anfang 2016) alle Fahrzeuge an vorhandenen Steckdosen geladen werden, sofern diese konstant 10 A liefern können. Nachteilig ist dabei die auf 2,3 kW begrenzte Ladeleistung.
Vor der Einführung des Typ-2-Systems waren in Europa Ladestationen auf Basis des CEE-Systems entstanden. Dabei wurden neben Haushaltssteckdosen vor allem Steckverbinder nach IEC 60309 genutzt, die sich aufgrund der Robustheit im Außenbereich durchgesetzt haben. Stecker für 400-Volt-Drehstrom und Ladeströmen von 16 A bis 63 A (3L+N+PE, 6h – roter 5-poliger Baustromstecker) bieten dabei hohe Ladeleistungen, während für 230 V Wechselstrom der blaue 3-polige Stecker mit Einphasen-Ladestrom von 16 A (L+N+PE, 6h – Camping- oder Caravanstecker) verwendet wird.
Aufgrund des Einsatzes solcher Stecker in Gewerbe und Wirtschaft sowie bei Campingfahrzeugen und Booten wurden damit zahlreiche Ladepunkte für Elektrofahrzeuge geschaffen. Auch einige nichtkommerzielle Aktivitäten zum Aufbau einer umfassenden Ladeinfrastruktur verwendeten diese Stecksysteme.

### Spezielle Ladestecker für Elektrofahrzeuge
Für den Bereich der Elektroautos wurde noch vor deren breiter Markteinführung auf einen einheitlichen Steckerstandard gedrungen. Dennoch haben sich mehrere Vorschläge verbreitet.
Als Vorteile gelten vereinheitlichte Stecker für verschiedene Ladeleistungen und teilweise eine bessere Handhabung. Nachteilig ist die geringere Verbreitung und die höheren Kosten für private und nichtkommerzielle Nutzer.

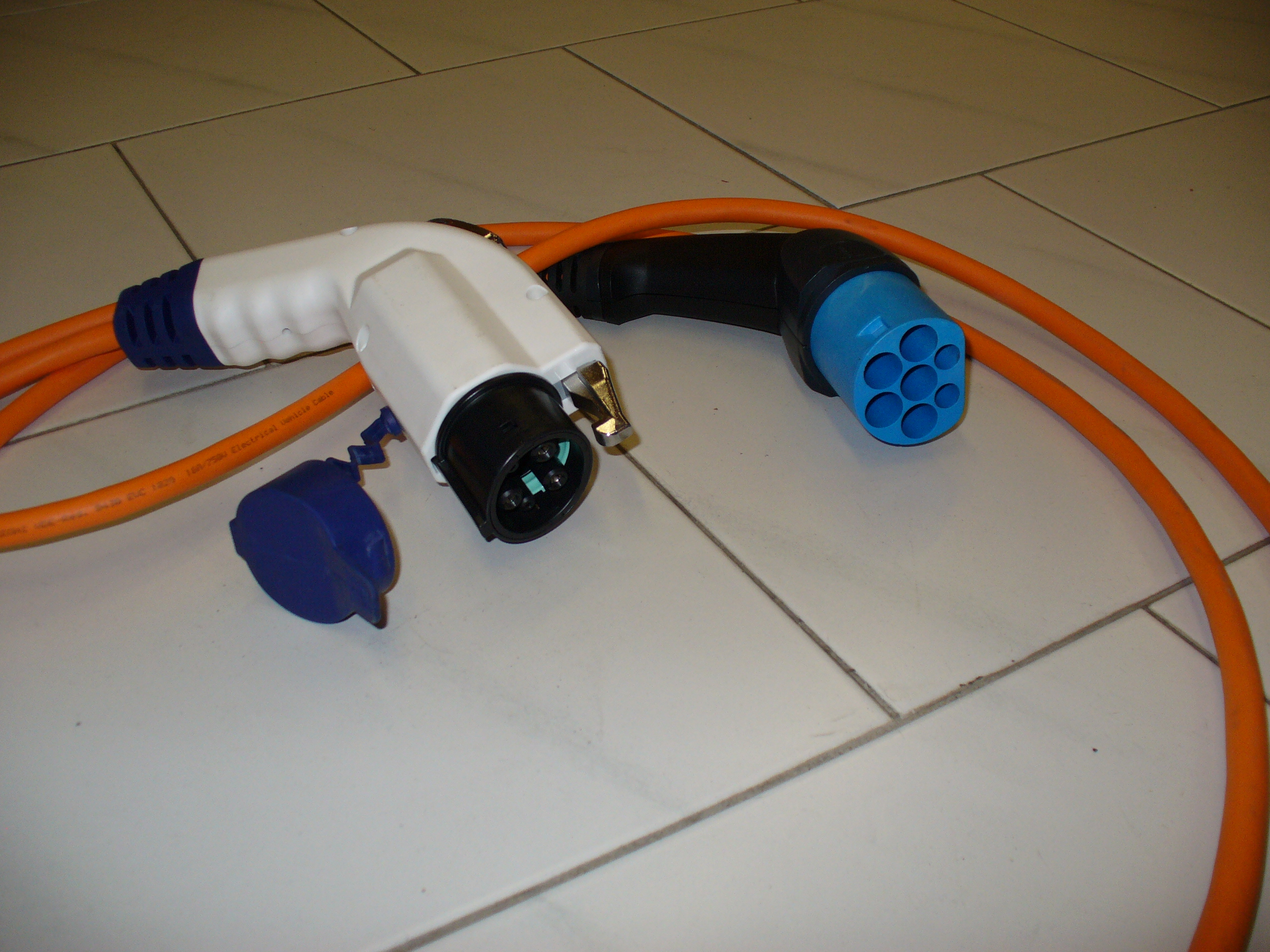
Ladekabel für Elektrofahrzeuge, netzseitig mit „Mennekes-Stecker“ (Typ 2), autoseitig SAE J1772–2009 (Type 1) bis 3,3 kW

In Deutschland und Frankreich haben sich die Autohersteller auf einen Vorschlag des Stecksystemherstellers Mennekes geeinigt, der aus vorhandenen IEC-60309-Steckervarianten der Firma erstellt wurde, bei denen den Drehstromsteckern zusätzliche Signalpins hinzugefügt wurden (auch als „CEEplus“ bekannt). Dieser Ladestecker wurde in VDE-AR-E 2623-2-2 standardisiert und für die nächste Version der internationalen Norm IEC 62196 eingereicht. Es handelt sich um einen 7-poligen runden Stecker in der Größe der bisherigen 16-A-Stecker (56 mm Durchmesser), der den Anschluss an das in Europa verbreitete 400-Volt-Dreiphasennetz erlaubt (spezifiziert bis 63 Ampere Ladestrom). Zusätzlich kann auch mit 230-V-Einphasen-Wechselstrom geladen werden. Die Unterscheidung des maximalen Ladestroms und der Spannungsversorgung wird dabei über die beiden zusätzlichen Kontakte signalisiert. Die Leistungskodierung erfolgt vorerst entsprechend IEC 62196-1 über Widerstandsbrücken. Für die Autorisierung an öffentlichen Ladestationen ist ein RFID-Chip vorgesehen, der auch in das Steckergehäuse eingelassen werden kann. Der Mennekes-Vorschlag bzw. VDE-Normstecker für Ladestationen ist so auch als IEC 62196-2-X bekannt, nach dem in der Entwicklung befindlichen Folgestandard.
In Nordamerika wurde der aus dem Jahre 2001 stammende Standard SAE J1772 überarbeitet (es war ursprünglich ein eckiger Stecker für Flur- und Hubwagen). Die nordamerikanischen Autohersteller einigten sich auf den Yazaki-Vorschlag. Es handelt sich um einen 5-poligen runden Stecker mit 43 mm Durchmesser, der für den Anschluss an Einphasen-Wechselstrom ausgelegt ist. Dabei enthält die Spezifikation Vorgaben für den Anschluss an den in Nordamerika üblichen 120-Volt-Haushaltsstrom (Level 1 spezifizierter Ladestrom bis 16 Ampere bei maximal 120 Volt) als auch den in Europa üblichen 230-Volt-Haushaltstrom (Level 2 spezifizierter Ladestrom bis 80 Ampere bei maximal 230 Volt).

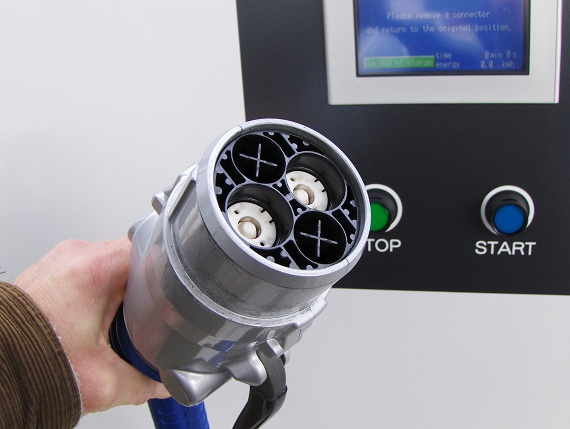
CHAdeMO-Ladestecker

Hinzu trat der in Japan erstellte Standard (JARI Level 3 DC), der als CHAdeMO-System bereits in Japan, Nordamerika sowie seit 2011 in Europa eingesetzt wird und von den japanischen Automobilherstellern Mitsubishi, Nissan und Subaru unterstützt wird. Zu bemerken ist hier, dass es sich um hohe Gleichströme handelt, die von der Ladestation nach Kommunikation mit der Fahrzeugelektronik direkt an die Antriebsbatterie geliefert wird.
Allen Standards gemeinsam ist die Spezifikation für das Kontrollprotokoll zwischen Ladestation und Fahrzeug auf Basis des Standards IEC 62196. Dieser sieht einen Stromabruf bis zu 250 Ampere bei bis zu 690 Volt Dreiphasenstrom vor, benennt aber auch Ladezyklen für Einphasen- und Gleichstromnetze.
Sowohl der Yazaki-Vorschlag als auch der Mennekes-Vorschlag nutzen zwei Zusatzkontakte – ein nacheilender Schutzkontakt, ohne den die Ladestation stromfrei ist, und ein vorauseilender Signalkontakt, über den auch eine Verriegelung aktiviert werden kann. Die Zusatzkontakte werden für den Anschluss an Haushaltssteckdosen überbrückt (entsprechend maximal 16 Ampere bei 230 Volt).
Als weitere Steckverbindung hatten französischen und italienischen Unternehmen („EV Plug Alliance“) den Typ-3-Stecker in die IEC-Norm eingebracht. Ladestationen mit diesem Typ konnten sich in deren Ländern zunächst verbreiten, doch aufgrund der 2013 getroffenen EU-Entscheidung, einzig Ladestationen mit Typ-2-Stecker zu fördern, wurden aufgestellte Ladestationen später um- oder abgebaut.
Tesla hatte für die Tesla-Supercharger-Ladestationen (ab 2012) einen proprietären Stecker entwickelt. In Europa setzte Tesla dagegen auf den genormten Typ-2-Stecker. Nachdem Tesla die Supercharger auch für das Laden anderer Elektrofahrzeuge öffnete, mit dem notwendigen Adapter, stellte sich in Nordamerika eine Marktüberlegenheit bei Schnellladestationen ein. Im November 2022 veröffentlichte Tesla die Spezifikation für den Ladeanschluss als North American Charging Standard (NACS) und reichte es zur Standardisierung unter SAE J3400 ein. In der Folge lizenzierten andere Firmen den Stecker für den nordamerikanischen Markt, einschließlich Firmen, die bisher schon eigene Ladestationen mit dem SAE J1772 errichtet hatten. Bis Juli 2023 haben Ford, General Motors, Mercedes-Benz, Nissan, Polestar, Rivian und Volvo angegeben, zukünftige Modelle mit dem NACS in Nordamerika auszuliefern, und die alten Ladeanschlüsse nur noch über Adapter zu unterstützen.